# Josep Maria Morató Aragonès
Josep Maria Morató Aragonès (Reus, Baix Camp, 1923 - Barcelona, 2006) va ser un pintor català.
Va passar bona part de la seva joventut a Cornudella (d'on era originària la seva mare) després de la mort del seu pare, veterinari, que exercia a Reus. De petit dibuixava i modelava figures amb fang del carrer. Al poble, cap al 1936, hi van fer cap Ignasi Mallol, professor a l'Escola d'Art de Tarragona i Iu Pascual, que pintava el Montsant, amb el que va estar-se un temps pintant. El 1940, Iu Pascual l'animà a estudiar belles arts, i Morató Aragonès es matriculà a l'Escola de belles arts de Sant Jordi, on feu amistat amb Bonaventura Puig Perucho, del que es considerà deixeble. El 1950 marxà a París, on va visitar pinacoteques i va conèixer artistes europeus. Viatjà per l'estat espanyol, i el 1954 tornà a París, on va consolidar el seu estil expressionista. Exposà principalment a Barcelona i a Madrid, i a Reus, Saragossa, Bilbao, i altres capitals. Guanyà diverses medalles artístiques, a Reus la Medalla Fortuny, i premis a Mataró, Badalona, Morella, Sant Pol de Mar i altres.
La seva filla Maria Elena Morató va publicar el 1989 el llibre Dibujos, amb una mostra representativa de l'obra del pintor.